# 坦桑尼亚宪法
《坦桑尼亚联合共和国宪法》（英語：Constitution of the United Republic of Tanzania），又称《永久宪法》，是坦桑尼亚联合共和国的最高法律文件，于1977年3月16日生效。在现行宪法确立之前，坦桑尼亚曾有过三部宪法：《独立宪法》（1961年）、《共和宪法》（1962年）以及《坦噶尼喀和桑给巴尔联合共和国临时宪法》（1964年）。
这部宪法规定，坦桑尼亚是一个坚持多党民主的民主、世俗和社会主义国家。